# Caesulia axillaris
 Caesulia axillaris  Roxb., 1798 è una specie di piante angiosperme dicotiledoni della famiglia delle Asteraceae, sottofamiglia Asteroideae, tribù Inuleae e sottotribù Inulinae.  Caesulia axillaris è anche l'unica specie del genere  Caesulia   Roxb., 1798.

## Etimologia
Il nome scientifico della specie è stato definito dal botanico William Roxburgh (1751-1815) nella pubblicazione " Plants of the Coast of Coromandel" (Pl. Coromandel 1(4): 64, t. 93) del 1798. Il nome scientifico del genere è stato definito nella stessa pubblicazione.

## Descrizione

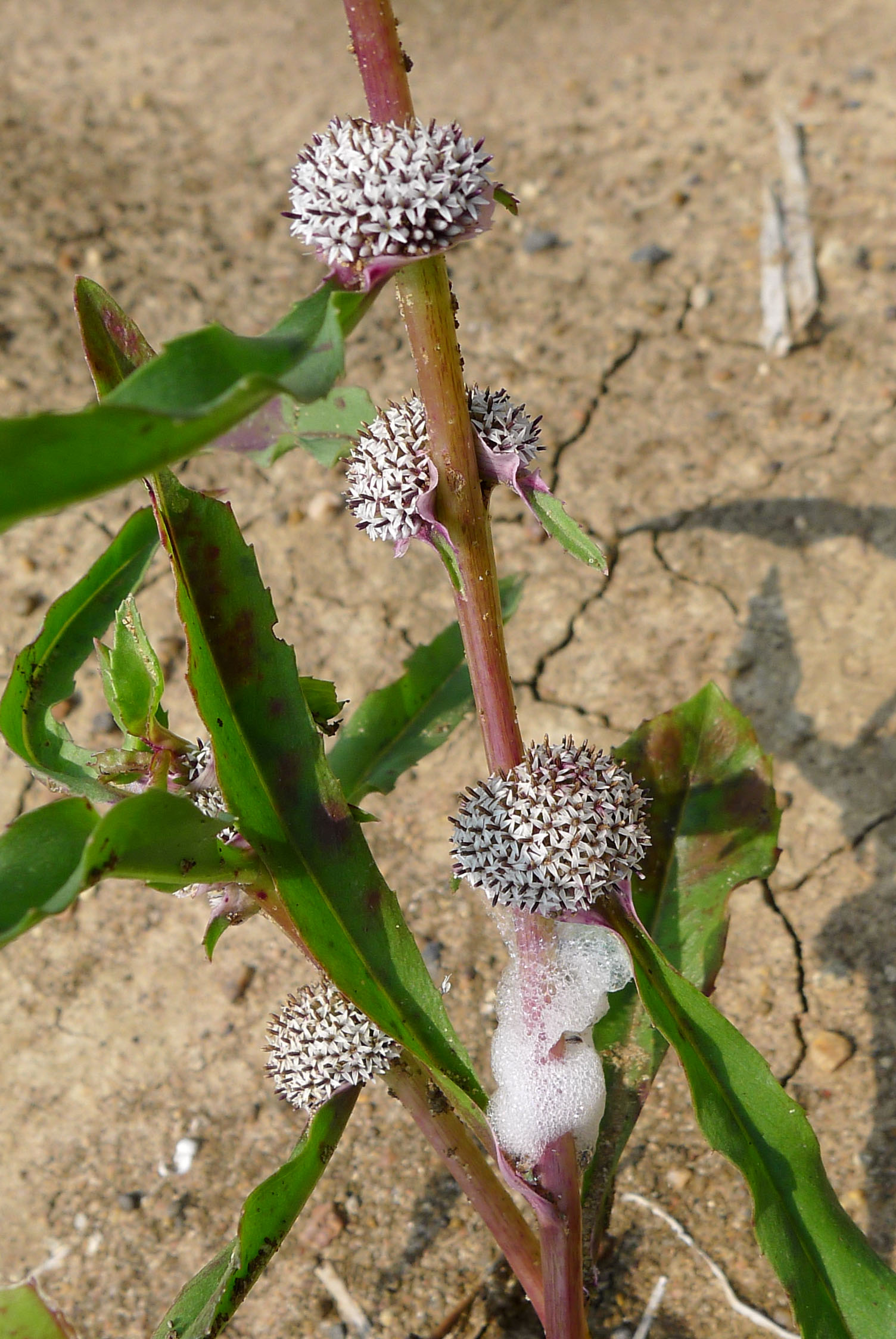
Il portamento

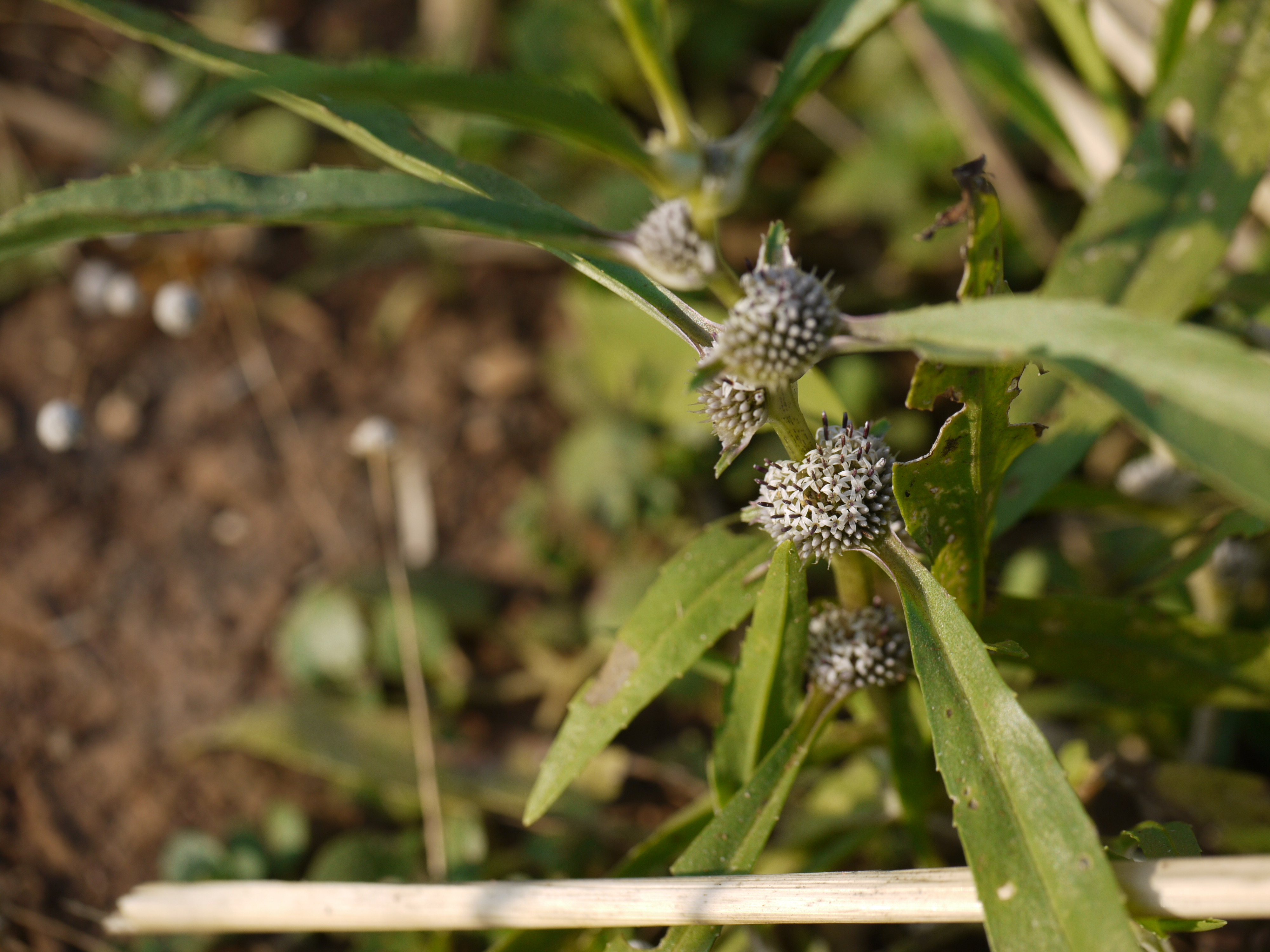
Le foglie

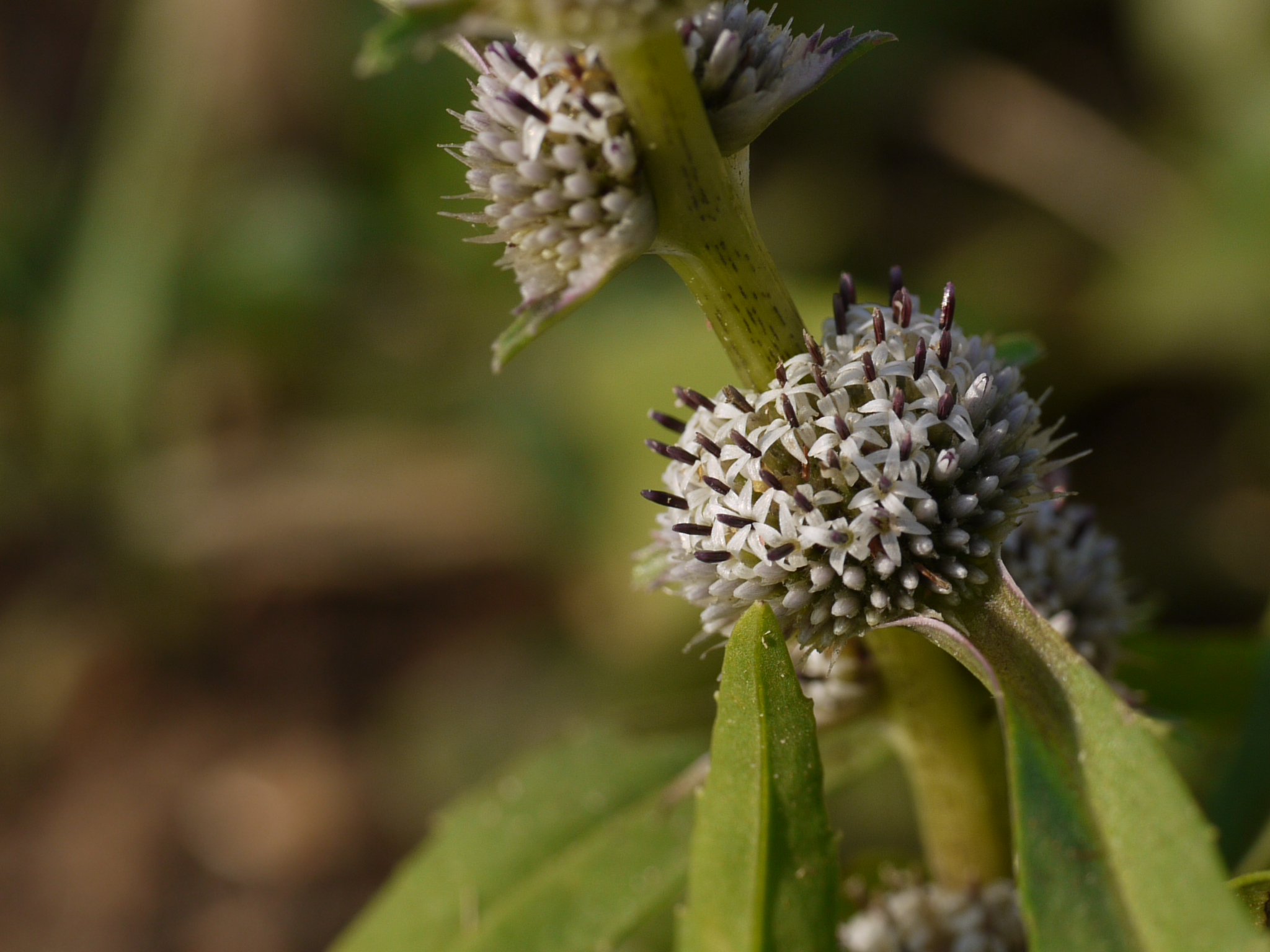
I fiori

Portamento. La specie di questa voce è un'erba annua.
Fusto. La parte sotterranea del fusto consiste prevalentemente in rizomi. Generalmente il floema è privo di strati fibrosi; inoltre sono assenti i tessuti latticiferi.
Foglie. Le foglie lungo il caule sono disposte in modo alternato. La lamina è lineare-lanceolata con bordi seghettati o dentati. La superficie è glabra.
Infiorescenza. Le infiorescenze sono formate da capolini secondari in dense formazioni ascellari. I capolini sono di tipo discoide. I capolini sono formati da un involucro composto da due brattee al cui interno un ricettacolo fa da base ai fiori ligulati periferici o fiori del raggio (qui mancanti) e ai fiori tubulosi quelli centrali o del disco. Le brattee racchiudono il frutto. Il ricettacolo è sprovvisto di pagliette (a protezione della base dei fiori).
Fiori.  I fiori sono tetra-ciclici (formati cioè da 4 verticilli: calice – corolla – androceo – gineceo) e pentameri (calice e corolla formati da 5 elementi). Si distinguono in:
- fiori del raggio (esterni): sono assenti;
- fiori del disco (centrali): sono più numerosi con forme brevemente tubulose (attinomorfe); sono ermafroditi o (raramente) funzionalmente maschili.

- Formula fiorale:

*/x K {\displaystyle \infty }, [C (5), A (5)], G 2 (infero), achenio
- Calice: i sepali del calice sono ridotti ad una coroncina di squame.

- Corolla: 
  - fiori del raggio: (solo fiori del disco) la forma è tubulare bruscamente divaricata in 4-5 brevi lobi; il colore è bianco.

- Androceo: l'androceo è formato da 5 stami sorretti da filamenti generalmente liberi; gli stami sono connati e formano un manicotto circondante lo stilo; le teche (produttrici del polline) sono troncate e non sono speronate. La base delle antere ha delle code ramificate. Il tessuto dell'endotecio è a forma polarizzata. Le cellule del collare dei filamenti sono piatte o di tipo mammelloso.

- Gineceo: il gineceo ha un ovario uniloculare infero formato da due carpelli.[6] Lo stilo è unico e con due stigmi nella parte apicale. Gli stigmi spesso sono provvisti di peli acuti che terminano sopra la biforcazione senza raggiungerla. Le superfici stigmatiche confluiscono all'apice, mentre alla base sono separate in due distinte linee (lignee stigmatiche marginali[8]). Il polline è spinuloso.

Frutti. I frutti sono degli acheni con pappo. Gli acheni in genere sono piatti dorsoventralmente. L'epidermide dell'achenio non è provvista di cristalli. Il pappo è formato da due piccole squame racchiuse nelle brattee involucarli.

## Biologia
Impollinazione: tramite insetti (impollinazione entomogama tramite farfalle diurne e notturne).

Riproduzione: la fecondazione avviene fondamentalmente tramite l'impollinazione dei fiori.

Dispersione: i semi cadono a terra e vengono dispersi soprattutto da insetti come formiche (disseminazione mirmecoria). Un altro tipo di dispersione è zoocoria: gli uncini delle brattee dell'involucro (se presenti) si agganciano ai peli degli animali di passaggio che portano così i semi anche su lunghe distanze. Inoltre per merito del pappo (se presente) il vento può trasportare i semi anche per alcuni chilometri (disseminazione anemocora).

## Distribuzione e habitat
La specie di questa voce è distribuita dal Pakistan al Myanmar.

## Sistematica
La famiglia di appartenenza di questa voce (Asteraceae o Compositae, nomen conservandum) probabilmente originaria del Sud America, è la più numerosa del mondo vegetale, comprende oltre 23.000 specie distribuite su 1.535 generi, oppure 22.750 specie e 1.530 generi secondo altre fonti (una delle checklist più aggiornata elenca fino a 1.679 generi). La famiglia attualmente (2021) è divisa in 16 sottofamiglie; la sottofamiglia Asteroideae è una di queste e rappresenta l'evoluzione più recente di tutta la famiglia.

### Filogenesi
La tribù Inuleae (comprendente le Inulinae) è una delle 21 tribù della sottofamiglia Asteroideae). Da un punto di vista filogenetico, la tribù Inuleae, all'interno della sottofamiglia, fa parte del gruppo "Helianthodae". La sottotribù Inulinae è caratterizzata dalla particolare pubescenza dello stilo e dagli acheni con cristalli di ossalato di calcio.
Nell'ambito della sottotribù Caesulia, da un punto di vista filogenetico, fa parte del "Gruppo basale" (= distacco precoce dal resto dei generi del gruppo Inulinae) consistente in un clade formato dai generi Duhaldea-Caesulia-Blumea e la specie Vicoa indica.
I caratteri distintivi della specie  Caesulia axillaris sono:
- tutti i capolini secondari sono sessili;
- i capolini sono protetti da foglie ascellari.

### Sinonimi
Sono elencati alcuni sinonimi per questa entità:
- Caesulia lancifolia Sweet
- Melanthera orientalis  Spreng. ex DC.
- Meyera orientalis  D.Don